# محمد حسن محمد
محمد حسن محمد هو عداء مسافات متوسطة صومالي، ولد في 23 أغسطس 1993 في مقديشو في الصومال.

## وصلات خارجية
- محمد حسن محمد على موقع أرشيف الشارخ.
- محمد حسن محمد على موقع الاتحاد الدولي لألعاب القوى (الإنجليزية)
- محمد حسن محمد على موقع أوليمبيديا (الإنجليزية)